# Massimo Benvegnù

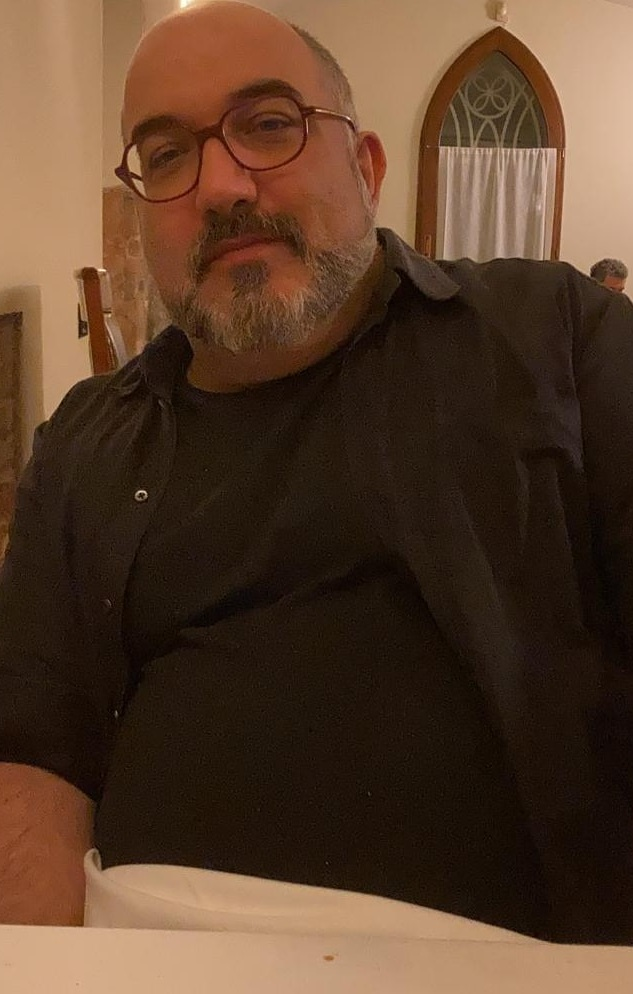
Massimo Benvegnù

Massimo Benvegnù (Piove di Sacco, 15 marzo 1972) è un critico cinematografico italiano.

## Biografia
Scrittore, produttore di documentari, programmatore cinematografico, Massimo Benvegnú ha cominciato la sua carriera come attore, tecnico e musicista nella realizzazione di
cortometraggi e spettacoli teatrali.
Nel 1997 scrive la prima monografia in italiano dedicata al regista australiano Peter Weir, a cui seguirá un saggio su Michael Cimino e la curatela di una enciclopedia dedicata all'universo di Star Wars.
Nel 1999 si laurea al DAMS dell'Università di Bologna con una tesi su Peter Bogdanovich.
Collabora dal 2000 al 2010 con l'Agenzia Giornalistica Italia. Dal 2001 è iscritto come pubblicista all'Ordine dei giornalisti e al Sindacato nazionale giornalisti cinematografici italiani.
Nel 2001 è impiegato presso l'ufficio stampa della Mostra del cinema di Venezia. Agli inizi del 2002 passa all'Archivio Storico delle Arti Contemporanee (ASAC), il settore della Biennale di Venezia che si occupa della conservazione del patrimonio storico dell'ente. Rimane all'ASAC fino agli inizi del 2004, come consulente per le attività riguardanti il Cinema.
Dal 2005 inizia a collaborare con il quotidiano Il Riformista, pubblicando recensioni e reportages dai principali festival cinematografici mondiali. Continuerà a scrivere su Il Riformista fino alla chiusura del quotidiano avvenuta agli inizi del 2012.
Ha curato due monografie dedicate a Guerre stellari (ElleU, 1999) e Harry Potter (Falsopiano, 2005).
È stato autore di saggi, tra gli altri, su Walt Disney, John Cassavetes, Sofia Coppola, Patrice Leconte, Mario Camerini, Rodolfo Sonego. 
Dal 2007 è uno dei critici cinematografici del settimanale Amsterdam Weekly, magazine free press della scena culturale di Amsterdam, di cui poi diventerà redattore, fino alla sua chiusura nel 2009.
Nel 2008 inizia a collaborare con lo European Radio Network (Euranet), curando le recensioni cinematografiche all'interno del programma radiofonico Network Europe, trasmesso in tutta Europa, e a scrivere per il mensile Time Out Amsterdam.
Parallelamente alla carriera di critico cinematografico, Benvegnù collabora anche allo sviluppo e alla produzione di lungometraggi per conto di una casa di produzione cinematografica inglese, la Ashenden Films fondata dal premio Oscar Christopher Hampton, e lavora nel campo dell'industria musicale, seguendo il marketing online della cantautrice Heather Nova.
È stato membro di giuria in numerosi festival, tra cui il FilmVideo Montecatini Cinema, l'International Amsterdam Film Festival, il Venice and Video Festival, il Biografilm Festival di Bologna, nonché giurato per due premi collaterali della Mostra del cinema di Venezia: il Queer Lion Award nel 2008 e il Biografilm Award nel 2010 e 2011.
Nell'aprile 2010 Benvegnù si aggiudica l'Haghefilm Foundation Award e inizia a collaborare con l'EYE Film Institute Netherlands, l'istituto nazionale per la cinematografia dei Paesi Bassi, dove lavora come programmatore dal 2011 al 2020.
Ha curato programmi per diversi festival di cinema, tra cui il Biografilm Festival di Bologna, il Festival du cinéma de Brive, il Trento Film Festival, il River to River Indian Film Festival di Firenze, e oltre alla Mostra del Cinema di Venezia, collabora da molto tempo con il Festival di Locarno.
Appare come opinionista cinematografico nella trasmissione radiofonica Rapporto Confidenziale di Radio Ca' Foscari con una rubrica fissa, mentre è ospite dei programmi di RadioDue Caterpillar e Io, Chiara e l'Oscuro.
È protagonista di una curiosa vicenda nel 2012, quando il 3 agosto lancia su Twitter l'hashtag #tantovincekimkiduk, riferendosi alla partecipazione del regista coreano al concorso della Mostra del cinema di Venezia, prevedendo così il vincitore del Leone d'oro con cinque settimane d'anticipo. Durante la Mostra, Benvegnú firma tutti i suoi interventi sul sito web Venezia da Vivere con l'hashtag premonitore.
Nel 2014 diventa membro onorario della Cinémathèque Française.
Dal 2017 al 2019 è capo della commissione per la programmazione e l'accesso alle collezioni della FIAF, la Federazione Mondiale degli Archivi Cinematografici, con sede a Bruxelles.
Dal 2022 è il direttore artistico del Biografilm Festival di Bologna.

## Pubblicazioni
- Massimo Benvegnù - Filmare l'anima. Il cinema di Peter Weir (Falsopiano, Alessandria, 1997) (ISBN 88-87011-06-0)
- Massimo Benvegnù, Roberto Lasagna - America perduta. I film di Michael Cimino (Falsopiano, Alessandria, 1998) (ISBN 88-87011-15-X)
- (a cura di Massimo Benvegnù) - Guida completa a Star Wars (Elle U, Roma, 1999)
- Massimo Benvegnù, Roberto Lasagna - Russ Meyer. Una macchina da presa tra le gambe dell'American Dream (Castelvecchi, Roma, 2000, ristampato nel 2005) (ISBN 88-7615-076-5)
- (a cura di Massimo Benvegnù, Carlo Fagnani) - Guida completa a Harry Potter (Falsopiano, Alessandria, 2005) (ISBN 88-87011-97-4)
- Massimo Benvegnù, Mattia Bertoldi - Andare a scuola a Hollywood - High School, college, e altri disastri dell'educazione sul piccolo e grande schermo (Las Vegas Edizioni, Torino, 2021) (ISBN 978-8831260107)
- Roberto Lasagna, Rudy Salvagnini, Massimo Benvegnù, Benedetta Pallavidino - David Cronenberg, Estetica delle mutazioni (Weird Book, Roma, 2022) (ISBN 9788831373760)